# Бебеха
Бебеха (в верховье Большая Бебеха) — река в России, протекает по Нагорскому району Кировской области. Устье реки находится в 973 км по правому берегу реки Вятки. Длина реки составляет 30 км, площадь водосборного бассейна 164 км².
Гидроним «Бебеха» встречается уже в 1893 году.
В 11 км от устья принимает справа реку Малая Бебеха. До впадения Малой Бебехи именуется Большой Бебехой.

## Течение
Исток реки на Верхнекамской возвышенности в 28 км к северо-востоку от Нагорска. Река течёт на юго-восток, юг, ниже на юго-запад. Русло сильно извилистое, всё течение проходит по ненаселённому заболоченному лесу. Впадает в боковую старицу Вятки, известную также как «озеро Бебеха».

## Данные водного реестра
По данным государственного водного реестра России относится к Камскому бассейновому округу, водохозяйственный участок реки — Вятка от истока до города Киров, без реки Чепца, речной подбассейн реки — Вятка. Речной бассейн реки — Кама.
Код объекта в государственном водном реестре — 10010300212111100030412.